# Euphyia associata
Euphyia associata är en fjärilsart som beskrevs av Mcdunnough 1941. Euphyia associata ingår i släktet Euphyia och familjen mätare. Inga underarter finns listade i Catalogue of Life.